# Quinto Tineyo Sacerdote Clemente
Quinto Tineyo Sacerdote Clemente (en latín Quintus Tineius Sacerdos Clemens; c.100 - 170) fue un senador romano que vivió en el siglo II y desarrolló su carrera política bajo Adriano, y Antonino Pío. 

## Origen y familia
De familia natural de Volaterra en Etruria, era hijo de Quinto Tineyo Rufo cónsul en 127 y padre de Quinto Tineyo Rufo, Quinto Tineyo Clemente, y Quinto Tineyo Sacerdote todos ellos cónsules al igual que su padre y su abuelo.

## Carrera
Fue cónsul ordinario junto a Sexto Sulpicio Tértulo, y miembro del colegio de los Pontífices. Una inscripción en la ciudad de Side, en Panfilia, honraba a Clemente y su hijo Quinto Tineyo Rufo como patrones de la ciudad.